# Agrostis monticola
Agrostis monticola é uma espécie de gramínea do gênero Agrostis, pertencente à família Poaceae.